# Eulogio de Vega Colodrón
Eulogio de Vega Colodrón (Rueda; 21 de gener de 1901-Valladolid; 8 de juliol de 1995) va ser un llaurador i polític socialista espanyol. Va ser alcalde de la seva localitat natal i va ser un topo, que va romandre amagat fins a 1964, per a escapar de la repressió franquista.

## Biografia
Eulogio de Vega era llaurador. Amb quinze anys va ingressar en la Societat d'Agricultors i Oficis Diversos de la UGT. Entre 1923 i 1926 va estar en Melilla complint el servei militar i va participar en la Guerra del Marroc. Allí va col·laborar amb El Socialista, utilitzant, en ser soldat, el pseudònim «Un joven de Rueda». En tornar a Rueda es va casar amb Julia de Mota. Abans de l'esclat de la Guerra Civil van tenir tres fills, Eustaquio, Paula i Juliol. En 1930 va participar en la fundació de la Federació Nacional de Treballadors de la Terra. En 1933 va ser elegit secretari de la UGT a la província de Valladolid.
En les eleccions municipals d'abril de 1931 va ser elegit regidor, sent elegit alcalde pels membres de la corporació. Es va mantenir en el lloc fins a 1934, quan va ser empresonat per la seva participació en els successos revolucionaris d'octubre d'aquest any. Després del triomf del Front Popular en les eleccions de febrer de 1936 va ser posat en llibertat i va retornar a l'alcaldia.
Amb el triomf de la revolta militar de juliol de 1936, Eulogio de Vega es va amagar. Inicialment ho va fer en un maizal, després en un pou en el qual s'havia excavat una cova que servia d'amagatall a altres tres persones. En arribar l'hivern, es va ocultar a la seva casa, amb la complicitat de la seva dona. En 1944 van tenir una filla, Josefa, que per a allunyar sospites, la seva dona va tenir en Úbeda, on vivien uns familiars, i on es va quedar a viure, sense saber que Julia, a qui anomenava «tia», era la seva mare. No obstant això, va ser inscrita en el registre civil amb els cognoms de tots dos pares, la qual cosa, quan es va casar vint anys després, va portar a la policia a donar amb el seu parador. El 30 de setembre de 1964 va ser detingut per la policia a la seva casa. No obstant això, el tribunal militar li va posar en llibertat l'1 d'octubre, per no trobar cap motiu que justifiqués la detenció.
Després de la mort de Franco, De Vega va ser nomenat president de la Federació Provincial Socialista de Valladolid, si bé va abandonar poc després el càrrec.